# George Tucker
George H. Tucker was een Brits motorcoureur. Hij won de Sidecar TT van 1924 op het eiland Man.
George Tucker had een motorzaak in Bristol, maar was ook een persoonlijke vriend van James Lansdowne Norton. Hij startte in de TT van Man van 1922 dan ook met een Norton in de Senior TT waarmee hij als 22 eindigde. In 1923 werd - tegen de zin van de fabrikanten - de eerste Sidecar TT georganiseerd. Die werd gewonnen door alleskunner Freddie Dixon, die op het idee was gekomen een kantelend zijspan te bouwen, waardoor zijn Douglas als balansvoertuig (zoals een normale motorfiets) bestuurd kon worden. Dixon had dit idee samen met Douglas-constructeur Les Bailey uitgewerkt. J.L. Norton had ook bij Douglas de constructeur Walter Moore weggekocht, die als bakkenist in het zijspan van Tucker fungeerde. 
Dixon leek de Sidecar TT van 1924 ook te gaan winnen, maar hij viel uit. Daardoor wonnen Tucker en Moore met een half uur voorsprong op Harry Reed. In de Sidecar TT van 1925 vielen zowel Dixon/Denny als Tucker/Moore uit. Het was voorlopig het laatste jaar dat de Sidecar TT werd verreden. George Tucker kwam in 1928 nog eens als solorijder aan de start, met een Chater Lea viel hij in de Junior TT uit. 
In 1929 reed Tucker met een AJW-zijspancombinatie met compressor op Brooklands.